# Grifo
Grifo, hertig av Maine, född 726, död 753, var son till frankiske major domus Karl Martell och hans andra hustru Swanahild.
Efter Karl Martells död var frankernas välde tänkt att delas mellan Grifo och hans halvbröder Pepin den lille och Karloman. Grifo, som ansågs som oäkting av Pepin och Carloman, angreps och belägrades i Laon av sina halvbröder, tillfångatogs och fängslades i ett kloster.
När Grifo rymde 747 gav hans morbror hertig Odilo av Bayern stöd och hjälp, men Odilo dog ett år senare. Grifo försökte då ta överta hertigdömet Bayern. Pepin, som hade blivit den ende major domus av det frankiska (merovingiska) riket efter att Karloman avgått och dragit sig tillbaka till klosterlivet, handlade beslutsamt genom att invadera Bayern och sätta upp Odilos späda son, Tassilo III, som hertig under frankiskt överherrskap. Grifo fortsatte sitt uppror, men dödades slutligen i slaget vid Saint-Jean de Maurienne 753, medan Pepin blev kung av frankerna som Pepin III 751.